# Letra de crédito do agronegócio
A Letra de Crédito do Agronegócio (LCA) é um investimento de renda fixa lastreado em uma carteira de empréstimos relacionados ao setor agropecuário.
A Letra de Crédito do Agronegócio foi criada pela lei nº 11.076 de 2004, é um título emitido por instituições financeiras e utilizado para captação de recursos para participantes da cadeia do agronegócio.
A LCA pode ser pré-fixada ou pós-fixada, sendo, neste último caso, muito comum o atrelamento à Taxa DI.
A grande vantagem das Letras de Crédito do Agronegócio está na isenção de Imposto de Renda e IOF.
A grande desvantagem das LCAs, por outro lado, está em sua liquidez, pois esses títulos, em regra, não podem ser resgatados antes de seus vencimentos.

## Risco
Baixo, pelo fato de um dos poucos perigos da LCA ser a instituição emissora ter um problema de liquidez, o que é amenizado pelo Fundo Garantidor de Créditos, que cobre o investimento (até R$ 250.000 por CPF).